# انکتیل دوپرون
آبراهام ایاسَنت اَنکِتیل دوپِرون (به فرانسوی: Abraham Hyacinthe Anquetil-Duperron)، (زادهٔ ۷ دسامبر۱۷۳۱ - درگذشتهٔ ۱۷ ژانویهٔ ۱۸۰۵) خاورشناس فرانسوی بود. وی برادر لویی پیر انکتیل تاریخ‌دان بود. او نخستین کسی است که متنی مزدیسنی (کتاب اوستا) را به یکی از زبان‌های اروپایی ترجمه کرده‌است. او همچنین نخستین کسی بود که واژۀ آرین را در اروپا مورد استفاده قرار داد.

## زندگی‌نامه
او در شهر پاریس زاده‌شد. میان سال‌های ۱۷۵۵–۱۷۶۱ هفت سال را در هندوستان به سر برد. در آنجا از موبدان پارسی زبان فارسی را آموخت و ایشان اوستا را برای او ترجمه نمودند. در ۱۷۷۱ او ترجمهٔ اوستا را به فرانسوی به چاپ رساند. این نخستین باری بود که یک متن زرتشتی به یکی از زبان‌های اروپایی به چاپ می‌رسید، ولی در نخستین ارزیابی از سوی هندشناس و زبانشناس پرآوازه ویلیام جونز ، مشتی یاوه و دروغ پردازی نام گرفت و خودانکتیل دوپرون نیز کلاهبردار نامیده شد. او همچنین در ۱۸۰۴ اوپانیشادها را به لاتین ترجمه نمود و آن را به چاپ رساند.
او که در پاریس و اوترخت درس کشیشی خوانده‌بود با توجه به استعدادش در یادگیری عربی، پارسی، عبری و دیگر زبان‌های خاورزمین تمرکزش را بر یادگیری این دانش‌ها گذارد. از آنجایی که کوشش بسیاری را برای یادگیری می‌نمود و زمان بسیاری را در کتابخانهٔ پادشاهی می‌گذراند برایش ماهیانهٔ ناچیزی را به عنوان دانشجوی زبان‌های خاوری می‌پرداختند.
به زودی توجهش به وندیداد جلب‌شد و برای پژوهش بیشتر در زمینهٔ زرتشت خواست که به هندوستان رود. برای این خواست داوطلب سربازی برای لشکرکشی به هند شد. به یاری دوستانش از سوی دولت مستعمراتی فرانسوی در هندوستان به او ماهیانه‌ای پرداخت می‌شد. در ۱۰ اوت ۱۷۵۵ او به پوندیچری رسید و در آنجا در فارسی استاد شد. سپس برای یادگیری سانسکریت رهسپار چاندرناگور گردید. در این زمین میان فرانسه و انگلستان جنگ آغازید و انکتیل به پوندیچری بازگشت. در این شهر او به همراه یکی از برادرانش به سورات رفت. در سورات به یاری پشتکار و همکاری موبدان پارسی به آموختن اوستایی و پارسی میانه پرداخت. پس به کار ترجمهٔ وندیداد پرداخت.
انکتیل در اندیشه راهی شدن به بنارس بود تا دربارهٔ آیین هندو پژوهش کند ولی اشغال پوندیچری به دست انگلیسی‌ها وی را ناچار کرد تا هندوستان را ترک کند. او با یک کشتی انگلیسی به اروپا بازگشت و چندی را در لندن و آکسفورد ماند و آنگاه به فرانسه رفت. در ۱۴ مارس۱۷۶۲ او به همراه یک‌صد و هشتاد نوشتهٔ خطی به پاریس رسید.
اینبار ژان ژاک بارتلمی برای او به عنوان ترجمان متن‌های شرقی دستمزدی را تعیین نمود. در ۱۷۶۳ او عضو فرهنگستان متون خطی شد.

## رویارویی با سر ویلیام جونز
هنگامی که انکتیل دو پرون، دانشمند زبانشناس فرانسوی، برای نخستین بار ترجمه بخش هایی از اوستا را پیش روی او و برخی دیگر از دانشمندان شرق شناس و واژه شناس نهاد، در کمال شگفتی وی را کلاهبردار و فریبکار خواندند.
در اروپا بحثی در مورد صحت کار به وجود آمد. گفته شد که به اصطلاح اوستا کار اصلی زرتشت نیست و ساختگی بوده است. مهمتر از همه در میان این گروه ، مایه افسوس است که شرق شناس برجسته ، سر ویلیام جونز بود. وی در نامه‌ای که به زبان فرانسوی (۱۷۷۱) چاپ شده ، ادعا کرد که آنکتیل فریب خورده است، و پارسیان سورات بر روی آن مشتی از نوآوری ها و سخنان پوچ و بی ارزش نگاشته اند. در انگلیس ، سر ویلیام جونز از سوی ریچاردسون و سر جان چاردین پشتیبانی می شد و در آلمان ، توسط ماینرز. آنکتیل دو پرون به عنوان فریبکاری شناخته شد که متن خود را برای حمایت از ادعای خود اختراع کرده بود. در آن زمان باور عمومی شرق شناسان بر این استوار بود که فارسی از سانسکریت ریشه دارد. همچنین از شگفتیهای روزگار، وی اوستایی را گویشی از سانسکریت و پهلوی را از زبانهای سامی دانست. شاید از همین رو و آشنایی اندک وی با زبان های پهلوی، فارسی باستان و اوستایی بود که خانواده مشترک زبانهای خویشاوند از لاتین و یونانی، فارسی و سانسکریت را هندواروپایی دسته بندی کرد. با این همه باز هم تعجب آور است که فارسی را که زبان فرزند پهلوی است هم از زبانهای هندی دسته بندی می کرد.

## ماجرای اوستاآموزی
موبدان پارسی اوستا را به بیگانگان نمی‌آموختند. ولی در یک درگیری بر سر سالهای کبیسه، دسته ای از موبدان سورات را به دو گروه کرد که هر یک به دنبال همپیمانی برای پشتیبانی خود می گشت. گروهی به انگلیسیها روی کردند. در این میان موبدی به فرانسویها که در بنگال سرگرم درگیری با فرانسویها بودند، روی کرد و انکتیل دوپرون از این فرصت دست داده بیشترین سود را برد. وی در برابر وعده هایی توانست رای آن موبد را برای آموزش همچون یک موبد پارسی به سوی خود بکشاند. زمان بسیاری گذشت و او در گزارش خود از این روند گلایه بسیاری از موبدان می نویسد که اوستا را بسیار اندک به او می آموختند و تفسیر آن را کمتر. سرانجام با بردباری بسیار وی چیزهایی از زبان دینی و نیز آیین آنان آموخت که شراره نخستین ترجمه اوستا به زبانی اروپایی (فرانسوی) بود. این برای نخستین بار بود که شناسایی کتابی دینی بجز انجیل به اروپاییان روی می داد و آموزه های هندی و بودایی پس از آن معرفی شدند.
در ۱۷۷۱ او زند اوستا را در سه جلد به چاپ رساند. همچنین زندگی‌نامهٔ کوچکی دربارهٔ زرتشت و آنچه منسوب به او است را مورد نگارش قرار داد. در ۱۷۷۸ کتاب قانون شرقی را در آمستردام به چاپ رساند که در آن کتاب کوشیده‌بود نشان دهد که استبداد شرقی بد فهمیده شده‌است. در ۱۷۸۶ او کتاب پژوهش‌های تاریخی و جغرافیایی هند را نگاشت.
انقلاب فرانسه در او اثر گذارد و او خودخواسته به زندگی فقیرانه‌ای روی آورد. وی همچنین زمان بسیاری را در هند تنها با خوردن برنج و سبزیجات گذراند و در راه آموختن زبان اوستایی شکیبایی بسیاری کرد. در ۱۷۸۹ کتاب هند در گزارش‌های اروپایی را در دو جلد در هامبورگ به چاپ رساند. میان سال‌های ۱۸۰۲ الی ۱۸۰۴ او اوپانیشاد را از زبان فارسی به لاتین ترجمه نمود.
نوشته‌های او دربارهٔ فلسفه هندو در آرتور شوپنهاور مؤثر افتاد.

## واژۀ آرین
انکتیل دوپرون طی سال‌های ۱۷۵۵ تا ۶۱ در هندوستان به فراگیری زبان‌های فارسی، سانسکریت و چند زبان شرقی دیگر می‌پرداخت و اوستا را به فرانسوی ترجمه می‌کرد. او در سال ۱۷۶۳ برای نخستین بار واژۀ آرین را مورد استفاده قرار داد. او این واژه را از امتزاج واژۀ اوستایی آریا (ariya) با واژۀ لاتین (arioi) که در نسخه‌های لاتین تاریخ هرودوت برای اشاره به مادها به کار رفته‌است جعل کرد. درواقع آرین شکل لاتینی‌شدۀ واژۀ آریا بود که با استفادۀ انکتیل دوپرون از این واژه، و همزمان با پژوهش‌های زبان‌شناسان اروپایی نظیر ویلیام جونز به اروپا راه یافت و گرایش نژادی موسوم به آرینیسم را در آنجا شکل داد.